# Miloy
Miloy, właśc. Marcos Hermenegildo Joaquim Henriques (ur. 27 maja 1981 w Luandzie) – angolski piłkarz grający na pozycji defensywnego pomocnika.

## Kariera
Miloy w reprezentacji Angoli zadebiutował w 1999 roku. Był uczestnikiem Mistrzostw Świata 2006 w Niemczech, na których zagrał we wszystkich 3 spotkaniach. W przegranym 0:1 meczu z Portugalią w 80. minucie zastąpił Paulo José Figueiredo, w zremisowanym 0:0 spotkaniu z Meksykiem w 83. minucie zmienił Zé Kalangę, a w pojedynku z Iranem zakończonym wynikiem 1:1 rozegrał pełne 90 minut.